# Anughatta, Belur
Anughatta là một làng thuộc tehsil Belur, huyện Hassan, bang Karnataka, Ấn Độ.